# Bourgogne (métro de Lille)
Pour les articles homonymes, voir Bourgogne.
La station Bourgogne est une station de la ligne 2 du métro de Lille, située à Tourcoing.

## Situation
La station est située au sein du quartier de la Bourgogne à Tourcoing.

## Services aux voyageurs

### Intermodalité
La station est desservie par la ligne Z1 du réseau Ilévia.